# Anja Veterova
Anja Veterova (Macedonisch: Ања Ветерова) (Skopje, 13 augustus 1999) is een zangeres uit Noord-Macedonië.
In 2010 deed ze mee aan de Macedonische voorronde voor het Junior Eurovisiesongfestival. Ze nam het daarin op tegen vier andere kandidaten, en wist uiteindelijk te winnen met het maximum van twintig punten.
Vervolgens mocht zij met het nummer Magična pesna Macedonië vertegenwoordigen op het Junior Eurovisiesongfestival 2010, in de Wit-Russische hoofdstad Minsk. Ze eindigde er op de 12e plaats, met 38 punten.

## Bron
1. ↑  Anja Veterova naar Minsk voor Macedonië. Gearchiveerd op 19 april 2021.